# Panic! at the Disco
Panic! at the Disco fue un grupo estadounidense de rock formado en Las Vegas en 2004 por Ryan Ross y Spencer Smith. Tras varios cambios en su formación, desde 2015 estuvo integrado únicamente por el cantante Brendon Urie, a quien en las giras acompañaban Nicole Row en bajo, Mike Naran en guitarra y Dan Pawlovich en batería. Después de grabar sus primeras maquetas mientras se encontraban todavía en la secundaria, en 2005 publicaron su primer álbum de estudio, A Fever You Can't Sweat Out. Alentado por el sencillo «I Write Sins, Not Tragedies», el disco fue certificado doble platino en Estados Unidos. En 2006, despidieron al bajista Brent Wilson, a quien reemplazó Jon Walker.
En marzo de 2008, salió segundo disco, Pretty.Odd., luego del sencillo «Nine in the Afternoon». Tenía una diferencia significativa de sonido y mostraba influencias de grupos de la década de 1960 como The Beatles, The Zombies y The Beach Boys, y sus integrantes lo describieron como «más orgánico y más suave» que A Fever You Can't Sweat Out. Después de su publicación, Ross y Walker se retiraron para seguir sus propias carreras, por lo que a Panic! at the Disco quedó con solo dos integrantes, Urie y Smith, quienes, como dúo, editaron el sencillo «New Perspective», y contrataron a Dallon Weekes (bajo) y a Ian Crawford (guitarra) para que los acompañaran durante las presentaciones en vivo.
Su tercer álbum de estudio, Vices & Virtues, editado en 2011, fue grabado únicamente por Urie y Smith junto a los productores John Feldmann y Butch Walker. En 2013 Dallon Weekes se convirtió en miembro oficial y el grupo publicó su cuarto álbum, Too Weird to Live, Too Rare to Die!. En 2015, tras la salida de Smith por su adicción al alcohol, Urie comenzó a grabar el quinto disco, Death of a Bachelor, como voz principal y multiinstrumentista. El 24 de enero de 2023, Urie anunció que Panic! at the Disco se disolvería tras finalizar la gira Viva Las Vengeance Tour el 10 de marzo de ese año.

## Historia

### Orígenes y primer álbum (2004-2007)
Panic! at the Disco se formó en 2004 en Summerlin, un suburbio de Las Vegas. Estaba integrado por Ryan Ross, que cantaba y tocaba la guitarra, y Spencer Smith como baterista. Ambos estudiaban en Bishop Gorman High School y comenzaron a tocar juntos en noveno grado. Posteriormente invitaron a su amigo Brent Wilson, quien asistía a la escuela Palo Verde High School, para que tocase el bajo. A su vez, Wilson llamó a Brendon Urie para que se sumara como guitarrista. El cuarteto comenzó a ensayar en la sala de la abuela de Smith. Originalmente, Ross era el vocalista, pero Urie lo reemplazó después de que sus compañeros quedaran impresionados por sus habilidades vocales. Inicialmente, el grupo solo versionaba a Blink-182.
Pete Wentz, bajista de Fall Out Boy, los descubrió vía Livejournal, después de que los cuatro le dejaran un mensaje para que los ayudase a promocionarse en su discográfica. A Wentz le llamó la atención su estilo de música y viajó a Las Vegas para conocerlos personalmente. Gracias a Wentz, la banda firmó un contrato con Fueled by Ramen, lo que le dio la oportunidad de grabar su primer álbum en 2005, A Fever You Can't Sweat Out. Este fue un éxito gracias al sencillo «I Write Sins Not Tragedies», que recibió varios premios, entre ellos el de Mejor video del año en los MTV Video Music Awards de 2006. Ese mismo año, Wilson fue expulsado y reemplazado por Jon Walker. El grupo dividió su trabajo en dos partes, una en la que predominaban los ritmos futuristas y los sintetizadores y otra en la que se destacaban los fragmentos acústicos, el piano y el acordeón.

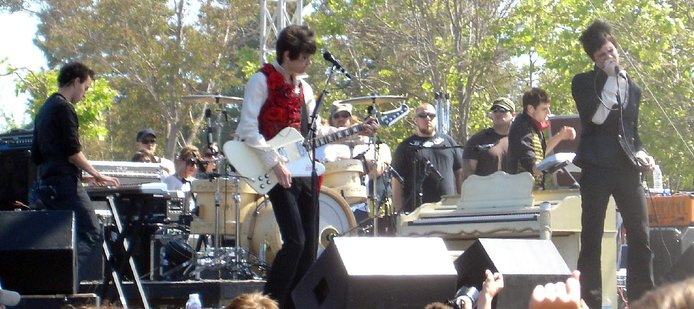
Panic! at the Disco en 2006

Con canciones como «I Write Sins Not Tragedies», «But It's Better If You Do», «Build God, Then We'll Talk», «Camisado», «London Beckoned Song About Money Written By Machines» o «Time To Dance», la banda atrajo una considerable cantidad de publicidad, especialmente después de que la revista Spin los nombrara «banda del momento» a principios de octubre de 2005. Su popularidad se incrementó con su presencia en línea: permaneció en el Top 10 de PureVolume y alcanzó el primer puesto en el MySpace Chart. A Fever You Can't Sweat Out debutó en el puesto 112 del Billboard 200, con cerca de diez mil copias vendidas en la primera semana. La banda comenzó su primera gira por Estados Unidos como teloneros de Acceptance, Hellogoodbye y The Academy Is en septiembre de 2005 y fueron grupo soporte de estos últimos en Reino Unido en enero de 2006. El grupo presentó en vivo en el TRL de MTV el 17 de enero el videoclip de «I Write Sins Not Tragedies», que ocupó los primeros lugares de listas de varios países y fue además uno de los más vistos en YouTube, con más de cinco millones de reproducciones.
El 17 de mayo de 2006, la banda anunció en su sitio web que Wilson ya no formaría parte del grupo. Wilson inició una guerra de declaraciones contra sus compañeros, en las que afirmaba que había sido echado por teléfono sin ningún aviso o motivo. Ross declaró que la separación fue una «decisión que salió de la banda», mientras que Smith dijo: «Hemos tomado la decisión basándonos en la falta de responsabilidad de Brent y en el hecho de que no estaba progresando musicalmente con la banda» y afirmó que Wilson «no escribió ninguna nota de bajo durante las grabaciones (...) Nuestro álbum hubiera sonado exactamente igual aun si él no hubiera estado en la banda durante el proceso de grabación». Wilson sostuvo que había habido problemas de dinero, ya que ese año iban a realizar una gira que les haría ganar unos trescientos mil dólares y cada uno recibiría como mínimo cincuenta mil dólares.
El 31 de agosto de 2006, la banda recibió el premio a Mejor video del año en los MTV Video Music Awards por «I Write Sins Not Tragedies» y fue nominada en otras cuatro categorías, además de hacer una presentación en vivo. Walker estuvo presente para recoger el premio, a pesar de que no había participado en la canción. Posteriormente realizaron una versión de «This is Halloween» de la película The Nightmare Before Christmas para la edición especial, en la que también participaron artistas como Fall Out Boy, Fiona Apple y She Wants Revenge. Durante la gira de promoción de su primer disco, la banda se hizo famosa por la temática circense de sus presentaciones, en las que había bailarines y malabaristas y una llamativa batería con luces que usaba Smith.

### Pretty. Odd.y...Live at Chicago(2007-2009)

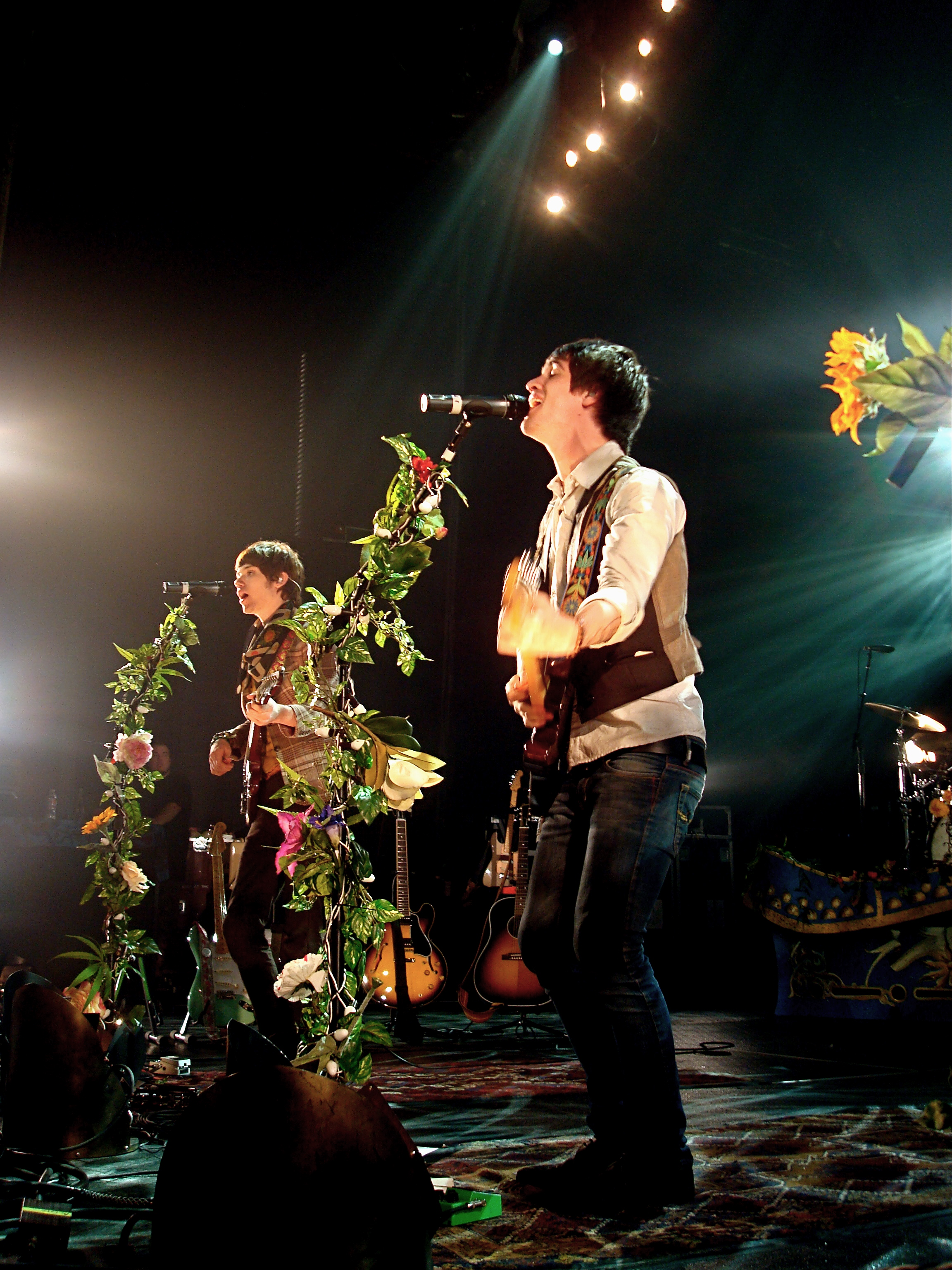
Ross y Urie en Houston en 2008

A comienzos de 2007, Panic! at the Disco empezó a preparar su segundo álbum de estudio, pero en julio decidió rehacerlo por completo. Cuando se les preguntó en una entrevista realizada por MTV por qué habían reescrito todas sus canciones, Ross explicó que «solo hemos juntado canciones en la cabina de grabación. Nos gustaría tomar letras y no hemos podido ser... una banda establecida. Solo hemos escrito en pianos y guitarras separadamente, tan solo tiramos algunas cosas y no sonó como una banda, sonó como una banda sonora para un filme». Y agregó: «Fuimos escribiendo lo que pasó, porque estuvimos en gira durante tanto tiempo y hartos de esas antiguas canciones, que decidimos escribir canciones que fueran realmente complicadas y desafiantes para nosotros. Luego decidimos que no iba a ser nada divertido tocar esas nuevas canciones en un concierto, entonces acordamos establecer un buen proyecto. Fue toda una historia a través de todo el CD, una corta historia, y decidimos colocarlo en códigos y tocar como banda, así ha estado mucho mejor». Añadió: «Hemos conseguido algo de seis o siete canciones que están muy completas... y son muy animadas. Han traído un perfil más positivo al grupo. Es un poco complicado escribir un montón de malas canciones si ya no estás cansado. Queremos tener la nueva canción para cuando termine el año, probablemente cerca de Navidad y luego tener el álbum en febrero».
Rob Mathes, productor del álbum, lo describió como «el proyecto de música más significativo que he hecho en mucho tiempo, es joven e intenso, aventurero e indefinidamente creador. Trabajar con estos jóvenes me ha hecho ver la música de la misma manera que lo hice cuando descubrí los tempranos éxitos de The Who y David Bowie cuando tenía dieciséis. Para este proyecto yo también estoy lleno de gratitud». En febrero de 2008, se anunció que se publicaría el LP Smashing Pumpkins Tribute, recopilado por MySpace y Spin. Panic! at the Disco empezó a tocar tres canciones nuevas durante varios festivales antes de grabarlas: «True Love», «When The Day Met The Night» y «Nine in the Afternoon» como indicó Ross en una entrevista con MTV. El 23 de febrero, la banda participó en un encuentro privado con miembros del club de fanes en The Fillmore at Irving Plaza en Nueva York. La lista de canciones incluyó: «We're So Starving», «Nine in the Afternoon», «She's a Handsome Woman», «That Green Gentleman (Things Have changed)» y «Mad as Rabbits».
Publicado el 25 de marzo de 2008, Pretty. Odd. vendió 139 mil copias en la primera semana en Estados Unidos y su primer sencillo, «Nine in the Afternoon», tuvo una gran aceptación. El video fue dirigido por Shane Drake, el mismo director de «I Write Sins Not Tragedies» y «But It's Better If You Do». Alan Ferguson dirigió el video de "That Green Gentleman" y para «Northern Downpour», la banda trabajó con Behn Fannin.
Desde el 7 al 12 de abril de 2008, Panic! at the Disco fue Artista MTV de la Semana en Estados Unidos. Comenzaron el Honda Civic Tour el 10 de abril en El Warfield, en la ciudad de San Francisco. En agosto iniciaron una gira mundial, con fechas en Asia, Australia y Nueva Zelanda, que fueron los conciertos más multitudinarios en su historia. Ese mismo mes se dieron a conocer las nominaciones de los MTV Europe Music Awards 2008, celebrados en Liverpool el 6 de noviembre de 2008. Panic! at the Disco recibió nominaciones en las categorías Mejor artista Rock, Mejor artista de la historia y Álbum del año. Entre octubre y noviembre de ese año, junto con Plain White T's y Dashboard Confessional, fueron parte de la gira de Rock Band que recorrió todo Estados Unidos.

### Salida de Ross y Walker yVices & Virtues(2009-2012)

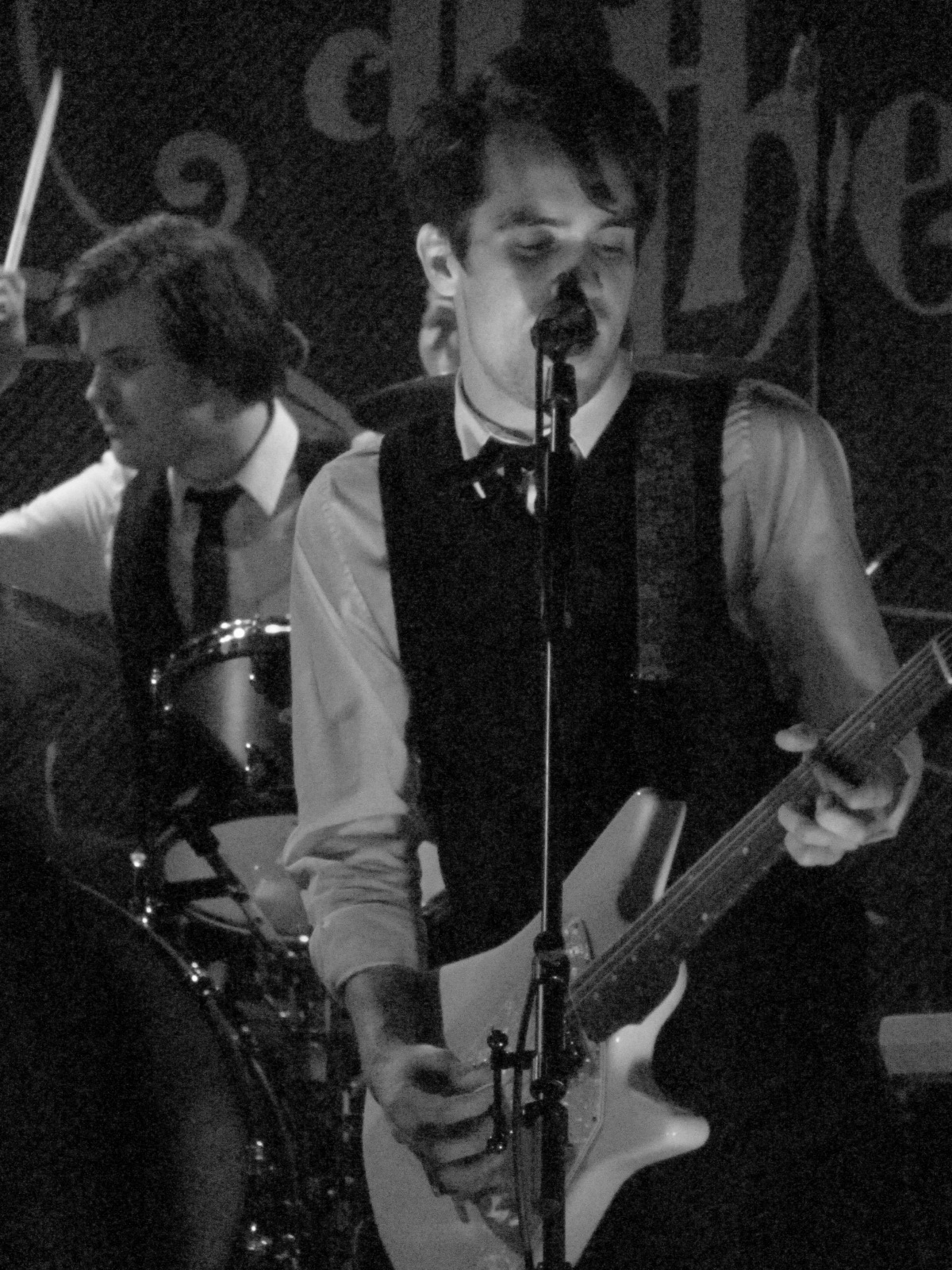
Panic! at the Disco en 2011, ya solo con sus dos miembros, Urie y Smith

A comienzos de 2009, la banda anunció que se encontraba en las primeras etapas de composición y grabación de su tercer álbum de estudio, que tenía una tentativa fecha de lanzamiento para septiembre. Mark Hoppus, bajista de Blink-182, colaboró en al menos una nueva canción.[cita requerida] El 6 de julio, a través de su sitio web, el grupo anunció la partida de Ross y Walker debido a diferencias artísticas.[cita requerida] La banda se presentó junto a Fall Out Boy y Chester French en la primera mitad de la gira de verano de Blink-182.
El 26 de junio se anunció que la banda enviaría su nuevo sencillo, "New Perspective", a la Rock Radio el 17 de agosto y que el tema sería parte de la banda sonora de la película Jennifer's Body. El 10 de julio, Smith publicó en el sitio web del grupo un demo de treinta segundos de una nueva canción, "Oh Glory", junto a un breve mensaje en el que decía que estaban trabajando duramente en su tercer álbum, que fue publicado a fines de septiembre de 2009.
El 13 de julio de 2009, Ross habló con MTV sobre la separación. Afirmó que el tema "había estado dando vueltas por algún tiempo. Simplemente nos tomó a todos algo de tiempo darnos cuenta" y que él y los demás miembros habían terminado en buenos términos. También habló de su proyecto con Walker y comentó que estaban "escribiendo canciones junto a Rob Mathes en una paz que nos hace avanzar rápidamente, y muy pronto estaremos revelando los frutos de nuestra labor". El 21 de junio se publicó en la página oficial del grupo la letra completa de «New Perspective» y se anunció que se publicaría 28 de julio. El 22 de julio, la banda anunció audiciones abiertas para formar parte del videoclip de la canción, filmado el 25 de julio.
El 5 de diciembre de 2010, Panic! At The Disco se presentó en Berlín y Urie, en una entrevista, reveló el nombre del tercer álbum: Vices & Virtues. El 18 de enero de 2011, anunció en Twitter que Vices & Virtues saldría a la venta el 29 de marzo. El 21 de enero se dio a conocer la versión completa del primer sencillo del nuevo álbum, «The Ballad of Mona Lisa», y el 8 de febrero MTV emitió el video de la canción.

### Too Weird to Live, Too Rare to Die!(2012-2014)

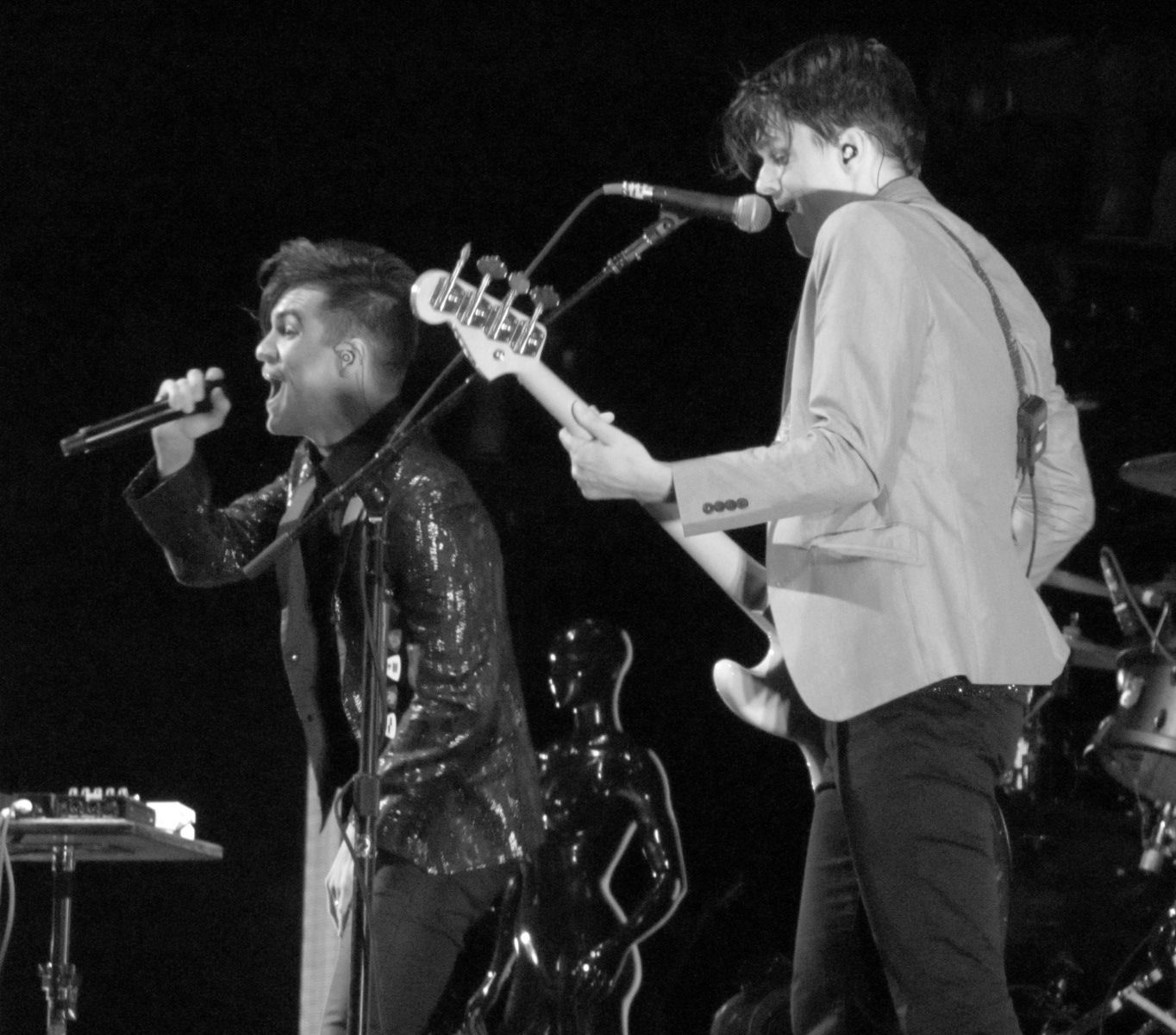
Urie y Weekes en una presentación de Panic! at the Disco en 2013

Desde la última gira, Urie, Smith y Weekes, quien se unió a la banda en 2010, habían estado en el estudio y preparando el siguiente álbum. El grupo trabajó con el productor Butch Walker, quien había producido Vices & Virtues. En una entrevista con MTV, Urie dijo que «quería alejarse de una gran cantidad de cosas que había hecho en Vices & Virtues». El 15 de julio de 2013, se anunció el cuarto disco, Too Weird to Live, Too Rare to Die!, y su fecha de lanzamiento, 8 de octubre de 2013. El primer sencillo, «Miss Jackson», se lanzó ese mismo día junto a su video.
En plena gira estadounidense, Smith publicó en el sitio web del grupo una carta hablando de su problema con la adicción con el alcohol y pastillas. Dos días después, Urie dio el aviso de que Smith se mantendría por un lapso indefinido inactivo y aclaró: «Es difícil pensar en que mi amigo un día este luchando con su problema de adicción y al otro este en plena gira nacional, por lo tanto, Spencer se mantendrá fuera de la banda con toda la ayuda necesaria para salir de su problema, él volverá». El álbum debutó en la segunda posición en la lista Billboard 200, luego de vender ochenta y cinco mil copias en su primera semana. También alcanzó la décima y octava posición en Reino Unido y Canadá, respectivamente.

### Partida de Smith yDeath of A Bachelor(2015-2017)
Luego de casi un año y medio fuera del grupo, el 2 de abril de 2015 Smith dio a conocer su salida definitiva mediante una carta en la página de Panic! at the Disco. Posteriormente, Weekes pasó a ser solo miembro en las giras, por lo que Urie se convirtió en el único integrante. El 15 de enero de 2016, Panic! at the Disco lanzó su quinto álbum de estudio, Death of a Bachelor, en el que Urie tocó todos los instrumentos, salvo algunas colaboraciones.
El 20 de abril, Urie lanzó "Hallelujah" como sencillo sin ningún anuncio formal previo. Debutó en el Billboard Hot 100 en el número 40, el segundo más alto de la banda después de "I Write Sins Not Tragedies". La banda se presentó en el KROQ Weenie Roast el 16 de mayo de 2015.

### Pray for the Wicked(2017-2021)
En diciembre de 2017, Weekes dejó el grupo. Su lugar lo ocupó Nicole Row, quien fue presentada durante un concierto en Grog Shop en Cleveland en marzo de 2018.
En marzo de 2018, anunciaron que publicarían un sexto disco, Pray for the Wicked, integrado por once canciones y producido por Jake Sinclair. En octubre, el guitarrista de apoyo Kenneth Harris fue despedido debido a acusaciones de acoso sexual y lo reemplazó Mike Naran.

### Viva Las Vengeance y disolución (2022-2023)
El 29 de mayo de 2022, el grupo anunció que regresaría con un nuevo tema, «Viva Las Vengeance» el 1 de junio. Con la presentación del video, se anunció que el séptimo álbum también se titularía Viva Las Vengeance y saldría el 19 de agosto.
El 24 de enero de 2023, Urie dijo que él y su esposa esperaban su primer hijo y que suspendería Panic! at the Disco para concentrarse en su familia, luego de la última función del Viva Las Vengeance Tour el 10 de marzo en Mánchester.

## Estilo
Panic! at the Disco se presentó en el Times Square durante los festejos de Año Nuevo entre diciembre de 2006 y enero de 2007, junto a Carson Daly. Tocaron dos nuevas canciones: "Lying Is the Most Fun a Girl Can Have Without Taking Her Clothes Off" en la última presentación de 2006 y "I Write Sins Not Tragedies" en la primera de 2007. Como ambas canciones contienen lenguaje soez, cantaron versiones censuradas. Los críticos han atribuido diversos géneros musicales a Panic! at the Disco, entre ellos rock alternativo, pop punk y pop barroco.
Los integrantes de Panic! at the Disco dijeron en diversas ocasiones que su segundo álbum sería completamente diferente de A Fever You Can't Sweat Out, como se publicó en un artículo de Rolling Stone: "El grupo ha dejado muy claro hacia donde se dirigen con su primer sencillo, llamado "Nine in the Afternoon". "Está influenciado por la música que nuestros padres escuchaban, como los Beach Boys, The Kinks, los Beatles", dijo Ross. "Nuestras nuevas canciones son de rock clásico, más que de rock moderno. Hemos crecido y comenzado a escuchar diferentes tipos de música – y esto parece ser algo que naturalmente debemos hacer ahora".
Acerca de su nuevo estilo, Ross dijo: "intento pensar en aquella persona que ha trabajado una jornada de ocho horas, en la persona que se mete a su auto y enciende la radio. Me gustaría que en ese momento escucharan una canción que los haga sentirse felices por tres minutos y no algo que los deprima más de lo que ya están. No tenemos miedo de escribir sobre el amor o sobre la felicidad. Tenemos una cultura entera que es o provocativa o negativa. Está tan orientada a ser chocante que ya no consigue asombrar a nadie. Han presionado nuestra cultura que ya no pueden ir más lejos, ni sexualmente ni en términos de ira. Esa es la razón por la cual estamos aquí, para proveer algo diferente". El álbum se describe como "algo que te recuerda eso que sentías al leer Alicia en el País de las Maravillas cuando eras pequeño; es como si hubieran tirado el catálogo entero de los álbumes de los Beatles dentro de una licuadora, añadiéndole un poco de hielo moderno alternativo y la sección del cuerno de Sonia Dada, y luego hubieran encendido esa licuadora, dando como resultado un sonido suave del Liverpool del nuevo milenio. Y la banda lo sabe, afirmándolo cuando cantan 'I can't prove this makes any sense, but I sure hope that it does.' (No puedo probar que esto tenga sentido alguno, pero de seguro espero que lo tenga)."
En el Festival de Reading de 2006, Panic at the Disco! no fue muy bien recibido por el público, que mostró su descontento por la música de carácter supuestamente emo. Apenas unos segundos después de subir al escenario, a Urie lo golpeó en la cabeza una botella arrojada desde la audiencia, perdió el conocimiento y tuvo que ser reanimado durante unos minutos. A pesar de sufrir una contusión, terminó el set. Sobre el hecho, en una entrevista para NME, dijo: "Recuerdo que fui golpeado y noqueado. ¡Luego desperté y terminé el set! Estuve inconsciente durante un par de segundos, supongo. Luego tocamos un poco de música, lo cual fue bueno. Tengo una contusión, pero se ve bien. Me hace ver fuerte y resistente".
Durante una entrevista, la banda habló nuevamente sobre Reading, argumentando que:

A nosotros no nos gusta que nos etiqueten con el nombre de "emo", es más, hacemos todo lo posible para alejarnos de esa corriente. El "emo" apesta.

La banda My Chemical Romance y el rapero 50 Cent también fueron abucheados.

## Miembros
| - Brendon Urie - voz, guitarras, piano, teclados, sintetizadores, percusión (2004–2023), bajo (2006-2023), batería (2015-2023) - Ryan Ross - guitarras, segunda voz, teclados, sintetizadores, percusión (2004-2009) - Spencer Smith - batería, percusión (2004–2015), coros (2008–2015) - Jon Walker - bajo, teclados, guitarras, percusión, coros (2006-2009) - Brent Wilson -bajo (2004-2006) - Dallon Weekes -bajo, segunda voz, teclados, sintetizadores, guitarras (2010-2015, como músico de gira: 2009-2010, 2015-2017) | Músicos de gira - Dan Pawlovich - batería, percusión, coros (2013-2023) - Jesse Molloy - saxofón (2016-2023) - Erm Navarro - trombón (2016-2023) - Chris Bautista - trompeta (2016-2023) - Nicole Row - bajo, coros (2018-2023) - Kiara Ana Perico - viola (2018-2023) - Leah Metzler - violonchelo (2018-2023) - Desiree Hazley - violín (2018-2023) - Mike Naran - guitarra (2018-2023) Antiguos músicos de gira - Bartram Nason - violonchelo, teclados, batería electrónica, percusión (2006-2007) - Eric Ronick - teclados, coros, percusión (2006-2008) - Ian Crawford - guitarras, percusión, coros (2009-2012) - Kenneth Harris - guitarras, coros (2014-2018) |

Línea de tiempo
Músicos de apoyo

## Discografía

### Álbumes de estudio
- 2005: A Fever You Can't Sweat Out
- 2008: Pretty. Odd.
- 2011: Vices & Virtues
- 2013: Too Weird to Live, Too Rare to Die!
- 2016: Death of a Bachelor
- 2018: Pray for the Wicked
- 2022: Viva Las Vengeance